# Иероним (Кармас)
Митрополит Иероним (греч. Μητροπολίτης Ιερώνυμος, в миру Нико́лаос Ка́рмас греч. Νικόλαος Κάρμας; род. 19 мая 1966, Эйон) — епископ Элладской православной церкви, митрополит Калавритский и Эгиалийский (с 2019).

## Биография
Родился 19 мая 1966 года в Эйоне, в Греции.
Окончил богословский факультет Белградского университета.
12 августа 1989 года в монастыре Небесных Сил был пострижен в монашество.
22 июля 2002 года митрополитом Калавритским Амвросием (Ленисом) был рукоположен в сан иеродиакона и им же 19 февраля 2005 года — в сан иеромонаха. В 2003 году был избран игуменом (настоятелем) монастыря Мега-Спилео.
С 2016 по 2019 год был вторым секретарём Священного синода Элладской православной церкви, а в 2019 году — первым секретарём.
11 октября 2019 года Священным синодом иерархии Элладской православной церкви был избран (74 голосами из 79 выборщиков) для рукоположения в сан епископа и назначения управляющим Калавритской и Эгиалийской митрополией (архимандрит Каллиник (Пулис) получил 3 голоса, архимандрит Амвросий (Гурвелос) — 0 голосов; 2 бюллетеня были пустыми).
13 октября 2019 года в Благовещенском кафедральном соборе в Афинах был хиротонисан в сан епископа. Хиротонию совершили: архиепископ Афинский Иероним (Лиапис), митрополит Калавритский Амвросий (Ленис), митрополит Моневасийский Евстафий (Спилиотис), митрополит Мантинейский Александр (Пападопулос), митрополит Верийский Пантелеимон (Калпакидис), митрополит Самосский Евсевий (Пистолис), митрополит Димитриадский Игнатий (Георгакопулос), митрополит Пирейский Серафим (Мендзелопулос), митрополит Серронский Феолог (Апостолидис), митрополит Сироский Дорофей (Поликандриотис), митрополит Сидерокастрский Макарий (Филофеу), митрополит Халкидский Хризостом (Триандафиллу), митрополит Неврокопский Иерофей (Цолиакос), митрополит Сервийский Павел (Папалексиу), митрополит Месогейский Николай (Хадзиниколау), митрополит Александрупольский Анфим (Кукуридис), митрополит Патрский Хризостом (Склифас), митрополит Коринфский Дионисий (Мандалос), митрополит Мессинийский Хризостом (Савватос), митрополит Лефкасский Феофил (Манолатос), митрополит Илийский Афинагор (Дикеакос), митрополит Кифисийский Кирилл (Мисьякулис), митрополит Неоионийский Гавриил (Папаниколау), митрополит Глифадский Антоний (Аврамиотис), митрополит Никопольский Хризостом (Циринкас), митрополит Иерисский Феоклит (Афанасопулос), митрополит Маронийский Пантелеимон (Мутафис), митрополит Фессалиотидский Тимофей (Антис), митрополит Перистерийский Климент (Коцомитис), митрополит Триккийский Хризостом (Насис), митрополит Стагонский Феоклит (Ламбринакос), митрополит Филиппский Стефан (Тольос), митрополит Маниский Хризостом (Папатанасиу), митрополит Фтиотидский Симеон (Волиотис), митрополит Ларисский Иероним (Николопулос) и митрополит Сисанийский Афанасий (Яннусас).
С 7 августа 2024 года он также временно управляет Коринфской митрополией.